# Kamieniec
Kamieniec è un comune rurale polacco del distretto di Grodzisk Wielkopolski, nel voivodato della Grande Polonia.
Ricopre una superficie di 132,23 km² e nel 2004 contava 6 482 abitanti.